# Командный чемпионат Европы по международным шашкам среди мужчин 2016
Командный чемпионат Европы по международным шашкам 2016 года проводился со 2 по 6 октября в Таллине (Эстония) в форматах классическая и молниеносная (блиц) программа. Одновременно проводился командный чемпионат Европы среди женщин в таких же форматах. Участие приняли 12 команд из 11 стран. Организаторы соревнований: Европейская конфедерация шашек (EDC) и FMJD (Всемирная федерация шашек).

## Регламент
Чемпионат прошёл в два этапа. На первом этапе команды разделили по рейтингу на 2 группы, в которых были проведены соревнования по круговой системе. На втором этапе по две лучшие команды из каждой группы разыграли места с 1 по 4, команды занявшие 3 и 4 места в группах разыграли места с 5 по 8, а остальные команды разыграли места с 9 по 12.
Состав команды — 3 спортсмена, ещё трое запасных. Соревнование на первом этапе проходило в двух группах по круговой системе с контролем времени 1 час 20 минут.
В каждом туре в команде играли по 3 шашиста. За победу игроку присваивалось 2 очка, за ничью — 1, за поражение 0 очков.
За победу в матче (счёт 4-1, 5-2, 6-0) команде присваивалось 2 очка, за ничью (счёт 3-3) — 1 очко, за поражение 0 очков.
При равенстве очков выше ставилась команда набравшая больше очков во всех партиях.
Соревнования на втором этапе проходили по системе плей-офф. При равенстве очков в матче в классической программе с контролем времени 1 час 20 минут + 1 минута на ход, для выявления победителя проводились партии с укороченным контролем времени: 15 минут + 5 секунд на ход в рапиде и 5 минут + 3 секунды на ход в блице.

## Основная программа
| Место | Команда                                                                                | Очки матчей | Сумма очков всех игр | 1 | 2 | 3 | 4 | 5 | 6 |
| ----- | -------------------------------------------------------------------------------------- | ----------- | -------------------- | - | - | - | - | - | - |
| 1     | Россия · (Александр Гетманский · Муродулло Амриллаев · Айнур Шайбаков · Иван Трофимов) | 10          | 24                   |   | 4 | 4 | 5 | 6 | 5 |
| 2     | Украина · (Артём Иванов · Юрий Аникеев · Денис Шкатула)                                | 7           | 20                   | 2 |   | 3 | 5 | 5 | 5 |
| 3     | Беларусь · (Сергей Носевич · Евгений Ватутин · Александр Булатов)                      | 6           | 18                   | 2 | 3 |   | 3 | 5 | 5 |
| 4     | Эстония · (Арно Уутма · Арго Уннук · Райво Рист)                                       | 5           | 15                   | 1 | 1 | 3 |   | 5 | 5 |
| 5     | Чехия · (Вацлав Кржишта · Петра Душкова · Даниэль Келлер)                              | 2           | 7                    | 0 | 1 | 1 | 1 |   | 4 |
| 6     | Польша · (Дамьян Якубик · Мариуш Слезак · Кароль Дудкевич)                             | 0           | 6                    | 1 | 1 | 1 | 1 | 2 |   |

| Место | Команда                                                                         | Очки матчей | Сумма очков всех игр | 1 | 2 | 3 | 4 | 5 | 6 |
| ----- | ------------------------------------------------------------------------------- | ----------- | -------------------- | - | - | - | - | - | - |
| 1     | Нидерланды · (Рул Бомстра · Александр Балякин · Ян Грунендейк)                  | 8           | 21                   |   | 3 | 4 | 5 | 3 | 6 |
| 2     | Литва · (Алексей Домчев · Эдвард Бужинский · Артур Тункевич · Анри Плаксий)     | 8           | 20                   | 3 |   | 3 | 4 | 4 | 6 |
| 3     | Латвия · (Гунтис Валнерис · Раймонд Випулис · Лаймонис Залитис · Бенно Бутулис) | 6           | 18                   | 2 | 3 |   | 3 | 5 | 5 |
| 4     | Израиль · (Ариан ван ден Берг · Евгений Гордон · Норайр Навасардян)             | 4           | 13                   | 1 | 2 | 3 |   | 3 | 4 |
| 5     | Италия · (Даньеле Макали · Морено Манцана · Роберто ди Джакомо)                 | 3           | 12                   | 3 | 2 | 1 | 3 |   | 3 |
| 6     | Эстония-2 · (Андреас Юргенсон · Хендрик Тамм · Андреас Тулва)                   | 1           | 6                    | 0 | 0 | 1 | 2 | 3 |   |

### Полуфинал
- Нидерланды —  Украина 3:3 3:3 4:2
- Россия —  Литва 3:3 5:1

### Матч за 3 место
- Украина —  Литва 3:3 3:3 5:1

### Финал
- Нидерланды —  Россия 3:3 3:3 5:1

### Матчи за 5-11 место
- Беларусь —  Израиль 3:3 3:3
- Латвия —  Эстония 4:2
- Эстония-2 —  Чехия 5:1
- Италия —  Польша 5:1

### Матч за 5 место
- Латвия —  Израиль 6:0

### Матч за 7 место
- Беларусь —  Эстония 4:2

### Матч за 9 место
- Италия —  Эстония-2 5:1

### Матч за 11 место
- Польша —  Чехия 5:1

## Ход турнира
В полуфинале «А» с первого места вышла команда России. Команды Украина и Белоруссии показали идентичные результаты во всех матчах за исключением встреч с хозяевами чемпионата. Украинцы победили эстонцев со счётом 5-1, в то время как беларусы довольствовалась ничьей. Со второго места в полуфинал вышла Украина.
В полуфинале «В» Нидерланды поделили с Литвой 1-2 место, благодаря большей сумме очков во всех партиях («малых очков») Нидерланды вышли из группы с 1-го места. 
В полуфинале Россия встречались с Литвой, Нидерланды с Украиной. Матчи с классическим контролем не выявили победителей 3-3. Согласно регламенту, в этом случае игрались дополнительные матчи (барражи) с укороченным контролем времени. В матче с контролем времени быстрых шашек россияне одержали верх над литовцами со счётом 5-1 и вышли в финал.
Нидерланды с контролем времени быстрых шашек также сыграли 3-3, но победили в блиц 4-2 и стали вторым финалистом.
Матч за 3 место также оказался напряжённым. Партии с классическим и быстрым контролем времени завершились вничью. Украина (Артём Иванов
 Юрий Аникеев, Денис Шкатула) выиграла в блиц со счётом 5-1 и оставила Литву (Алексей Домчев, Эдвард Бужинский, Артур Тункевич, Анри Плаксий) на четвёртом месте
В финале встретились главные фавориты чемпионата Россия и Нидерланды. Матч с классическим контролем победителя не выявил 3-3. В блице сборная  Нидерландов (Рул Бомстра, Александр Балякин, Ян Грунендейк) победила 5-1 и завоевала титул европейских чемпионов. Россия (Александр Гетманский, Айнур Шайбаков, Муродулло Амриллаев, Иван Трофимов) завоевала серебро.

## Итоговое положение
| Место | Команда    |
| ----- | ---------- |
| 1     | Нидерланды |
| 2     | Россия     |
| 3     | Украина    |
| 4     | Литва      |
| 5     | Латвия     |
| 6     | Израиль    |
| 7     | Беларусь   |
| 8     | Эстония    |
| 9     | Италия     |
| 10    | Эстония-2  |
| 11    | Польша     |
| 12    | Чехия      |

## Блиц
| Место | Команда   | Очки матчей | Сумма очков всех игр |
| ----- | --------- | ----------- | -------------------- |
| 1     | Россия    | 17          | 42                   |
| 2     | Украина   | 14          | 39                   |
| 3     | Латвия    | 14          | 37                   |
| 4     | Израиль   | 12          | 32                   |
| 5     | Литва     | 12          | 31                   |
| 6     | Польша    | 7           | 24                   |
| 7     | Италия    | 6           | 23                   |
| 8     | Эстония   | 6           | 20                   |
| 9     | Чехия     | 2           | 12                   |
| 10    | Эстония-2 | 2           | 10                   |